# Marcus Aurelius Castus
Marcus Aurelius Castus war ein im 3. Jahrhundert n. Chr. lebender Angehöriger des römischen Ritterstandes (Eques).
Durch eine Inschrift, die beim Kastell Habitancum gefunden wurde und die auf 201/300 datiert wird, ist belegt, dass Castus Tribun war. Laut John Spaul war er Tribun der Cohors I Vangionum, die in der Provinz Britannia stationiert war.